# Marina Oswald Porter
Marina Nikolayevna Oswald Porter (nhũ danh Prusakova; tiếng Nga: Марина Николаевна Прусакова; sinh ngày 17 tháng 7 năm 1941) là góa phụ người Mỹ gốc Liên Xô của Lee Harvey Oswald, người ám sát Tổng thống Mỹ John F. Kennedy. Cô kết hôn với Oswald trong thời gian anh ta tạm thời đào tẩu sang Liên Xô và cùng anh ta di cư sang Hoa Kỳ. Cô không liên quan đến vụ ám sát trên và tái hôn hai năm sau khi Oswald bị giết.

## Đầu đời
Porter tên khai sinh là Marina Nikolayevna Prusakova tại thành phố Molotovsk (nay là Severodvinsk), thuộc Arkhangelsk Oblast, ở phía tây bắc của Liên Xô. Cô sống ở đó với mẹ và cha dượng cho đến năm 1957, khi cô chuyển đến Minsk để sống với chú Ilya Prusakov, một đại tá trong Bộ Nội vụ Liên Xô, và theo học ngành dược.

## Cuộc sống với Oswald
Marina gặp Lee Harvey Oswald (một cựu thủy quân lục chiến Hoa Kỳ đã đào tẩu sang Liên Xô) tại một buổi khiêu vũ vào ngày 17 tháng 3 năm 1961. Họ kết hôn sáu tuần sau đó và có một cô con gái, June Lee, chào đời vào năm sau. Tháng 6 năm 1962, gia đình di cư sang Hoa Kỳ và định cư tại Dallas, Texas. Trong một bữa tiệc vào tháng 2 năm 1963, George de Mohrenschildt giới thiệu cặp đôi với Ruth Paine, một sinh viên khoa tiếng Nga và cũng là một tín đồ Quaker.
Vào tháng 1 năm 1963, Oswald đặt hàng qua thư một khẩu súng lục ổ quay Smith & Wesson.38 và sau đó, vào tháng 3, một khẩu súng trường Mannlicher – Carcano. Cuối tháng đó, như Marina nói với Ủy ban Warren, cô đã chụp ảnh Oswald mặc đồ đen và cầm vũ khí của anh ta cùng với một số báo The Militant, tờ báo này chỉ đích danh cựu tướng Edwin Walker là "phát xít". Những bức ảnh này được gọi là "ảnh sân sau" của Lee Oswald, mà một số nhà lý thuyết âm mưu bác bỏ là giả. Loạt ảnh sau đó được tìm thấy trong nhà để xe của gia đình Paine, ngoại trừ một bức được tặng cho George de Mohrenschildt.  Bức ảnh tặng de Mohrenschildt có chữ ký của Lee Oswald, và có một câu trích dẫn của Marina bằng tiếng Nga, bản dịch có nội dung "Thợ săn phát xít, Ha-Ha-Ha! ! ! " 
Vào tháng 4 năm 1963, Marina và con gái chuyển đến sống với Ruth Paine (người vừa mới ly thân với chồng, Michael). Lee Oswald thuê một phòng riêng biệt ở Dallas và chuyển đến New Orleans một thời gian ngắn vào mùa hè năm 1963. Anh trở lại Dallas vào đầu tháng 10, cuối cùng thuê một phòng trong một ngôi nhà trọ ở khu Oak Cliff của Dallas. Paine biết được từ một người hàng xóm rằng có việc làm tại Texas School Book Depository, Oswald đã được thuê và bắt đầu làm việc ở đó vào ngày 16 tháng 10 năm 1963, với tư cách là người đặt hàng. Vào ngày 20/10, Marina sinh con gái thứ hai, Audrey Marina Rachel Oswald. Chồng cô tiếp tục sống ở Oak Cliff vào các ngày trong tuần, nhưng ở với cô tại nhà Paine ở Irving vào cuối tuần, một sự sắp xếp tiếp tục cho đến khi Oswald bị bắt vì vụ ám sát Tổng thống Kennedy.